# Chrysaegliodes noliformis
Chrysaegliodes noliformis är en fjärilsart som beskrevs av Embrik Strand 1912. Chrysaegliodes noliformis ingår i släktet Chrysaegliodes och familjen björnspinnare. Inga underarter finns listade i Catalogue of Life.